# Volkmarsberg
Der Volkmarsberg ist ein im Ostalbkreis gelegener 743,6 m ü. NHN hoher Berg der Schwäbischen Alb. Er ist der Hausberg der Stadt Oberkochen.

## Geografie
Der Volkmarsberg erhebt sich westlich der Stadt Oberkochen im Albuch, einem nordöstlich gelegenen Teil der Schwäbischen Alb westlich des Kocher-Brenztals.

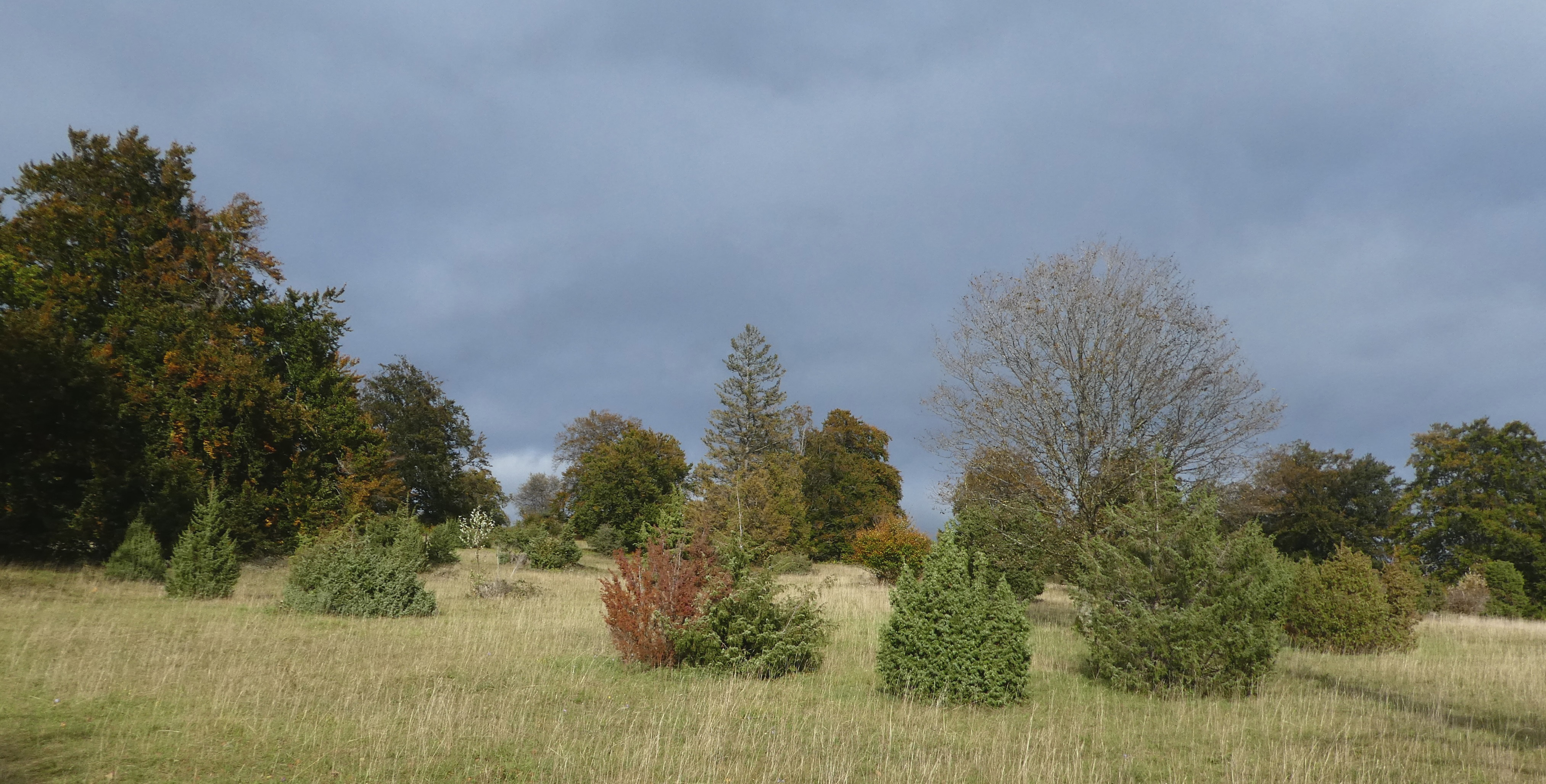
Parkähnliche Heidelandschaft auf der Hochfläche

Die Bergkuppe, die bis auf über 743 m ü. NHN aufragt, besteht aus Massenkalken des Weißen Jura mit Schichten des Malm epsilon und zeta 1. Die Wacholderheide auf der Hochfläche ist eine frühere Schafweide, die teilweise vom Wald zurückerobert wurde. Sie ist seit 1928 unter Naturschutz gestellt. Der unbewaldete Teil des Naturschutzgebiets präsentiert sich heute als parkähnliche Wacholderheide, die von alten Buchen, Eichen und Linden belebt wird.

### Wanderwege
Zum Volkmarsberg, auf dessen Gipfel ein 23 Meter hoher Aussichtsturm steht, führen zahlreiche Wanderwege. Der 365 Kilometer lange Schwäbische-Alb-Nordrand-Weg des Schwäbischen Albvereins führt von Donauwörth über den Volkmarsberg nach Tuttlingen und folgt dabei dem Albtrauf.
Auch ein Abschnitt des Jakobswegs führt von Neresheim über den Volkmarsberg nach Rottenburg am Neckar und weiter zum 2.400 Kilometer von Oberkochen entfernten Santiago de Compostela.

### Planetenweg
Der im Jahre 2023 angelegte Planetenweg Oberkochen beginnt an der Sonnenuhr beim Rathaus und endet nach rund sechs Kilometern am Fuße des Volkmarsbergturms. Die dortige Endstation 12 behandelt den Kuipergürtel sowie den Zwergplanet Pluto und dessen Mond Charon. Würde der Lehrpfad nicht hier enden, sondern bis zum Ende des Sonnensystems fortgesetzt werden, würde er im Maßstab des Planetenwegs (1:1 Milliarde) nach weiteren 15.000 Kilometern in Australien enden.

## Herkunft des Namens
Die Herkunft des Namens ist nicht mit Sicherheit geklärt. Er soll in alten Urkunden „Völkerberg“ geheißen haben und sein heutiger Name aus dem 18. Jahrhundert stammen. Eine andere Erklärung ist, dass der Name des Berges ursprünglich „Volkhartsberg“ lautete, was so viel wie Volkswald oder Gemeindewald heißt, also ein Berg, dessen Waldgebiet im Gemeindebesitz war. „Hart“ kann allerdings auch für Bergweide oder Weidenwald (Waldweide) stehen. Dies könnte erklären, wie der Berg zu seinem Namen kam, obwohl er lange Zeit, zumindest aber in der ersten Hälfte des 19. Jahrhunderts vollkommen unbewaldet war.

## Geschichte

### Erster Volkmarsbergturm (1890)

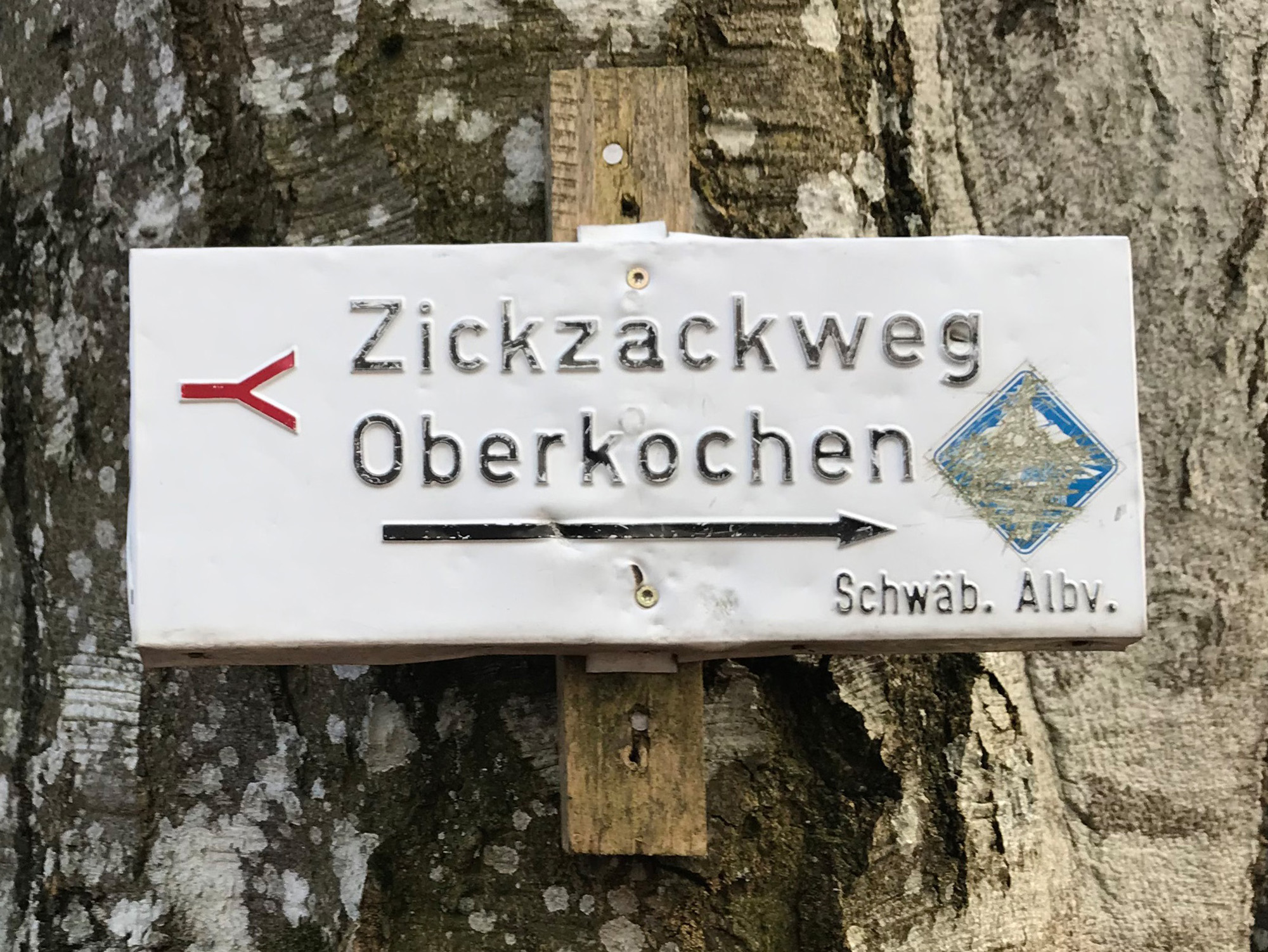
Der Zickzackweg von Oberkochen zum Gipfel des Volkmarsbergs wurde 1903 angelegt

1890 errichtete das Königliche Statistische Landesamt zu Mess- und Orientierungszwecken einen 11 Meter hohen Holzturm auf dem Gipfelplateau des Volkmarsbergs. 1897 übernahm der Schwäbische Albverein, der seit 1891 in Oberkochen eine Ortsgruppe hatte, den Turm und baute ihn zu einem 16 Meter hohen Aussichtsturm aus.
1903 legte der Schwäbische Albverein den heute noch existierenden Zickzackweg zum Volkmarsberg mit einer Länge von 810 Metern und einer Steigung zwischen 7 und 10 % an.
Der Holzturm musste 1905 wegen Baufälligkeit gesperrt werden. Bevor über einen Abriss und einen Neubau beschlossen werden konnte, fiel er 1911 einem Herbststurm zum Opfer. Pläne für einen Neubau wurden erst knapp zwei Jahrzehnte später umgesetzt.

### Erste Albvereins-Schutzhütte (1924)
1924 wurde eine 9,5 Meter lange und 6 Meter breite Albvereins-Schutzhütte mit überdachtem Vordach eingeweiht. Die Hütte war nicht bewirtschaftet.

### Zweiter Volkmarsbergturm (1930)

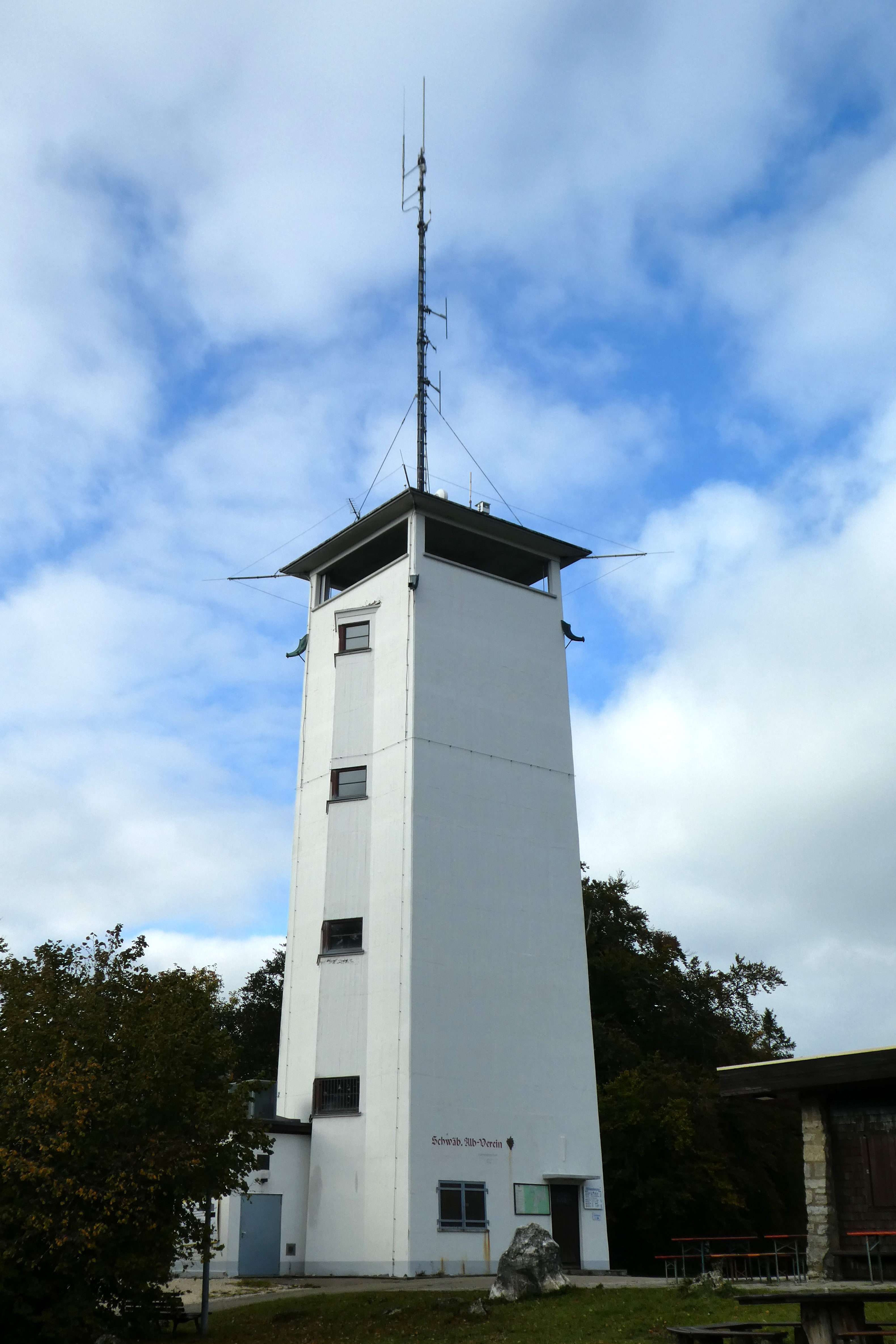
Volkmarsbergturm

Am 25. Mai 1930 konnte nach zehnmonatiger Bauzeit der heutige Volkmarsbergturm eingeweiht werden. Der 23 Meter hohe Aussichtsturm aus Stahlbeton hat am Fuß eine Grundfläche von 7 × 7 Metern, die Plattform misst 6 × 6 Meter. Die Baukosten beliefen sich auf 31.200 Reichsmark. Der Turm hat fünf Stockwerke, elf Treppen und 104 Stufen. Er wiegt 390 Tonnen.
Anfang der 1930er Jahre erhielt der Oberkochener Emil Kopp, auch „Bergwirt“ und „Diftele“ genannt, die Genehmigung, am Turm einen heute nicht mehr existierenden unterkellerten Kiosk als Bergschänke zu betreiben. Dies führte gelegentlich zu Konflikten mit dem Albverein.
1933 begann der Freiwillige Arbeitsdienst mit dem Bau der 1365 Meter langen Volkmarsbergstraße, die vom Dreißental am linksseitigen Waldabhang mit einer Steigung von 10 bis 12 % bis zur Wacholderheide führt und etwa sechshundert Meter vom Turm entfernt endet.
1938 wurde die gesamte Bergkuppe ein Naturschutzgebiet nach den Bestimmungen des Reichsnaturschutzgesetzes von 1935.
Im Zweiten Weltkrieg diente der Volkmarsbergturm als Beobachtungsstation für die Flak. Nach Kriegsende wurde die Bergkuppe samt Turm und Hütte von der amerikanischen Besatzungsmacht beschlagnahmt, abgezäunt und bis 1960 militärisch als Funkstation genutzt.

### „Holzahans“ (1955)
Da die Albvereinshütte im amerikanischen Sperrgebiet lag und nicht mehr zugänglich war, improvisierte der Oberkochener Hans Holz im Jahre 1955 mit Klapptischen und -bänken eine Bewirtschaftung an der Stelle, wo ein in den 1930er Jahren geschaffener Skiübungshang auf 650 m ü. NHN auf die Volkmarsbergstraße stößt. 1956 erhielt er durch Gemeinderatsbeschluss gegen Zahlung einer jährlichen Pacht von 200 DM das Recht zum „Verkauf von Getränken und Eßwaren auf dem Volkmarsberggelände“. In den Folgejahren entstand eine „Volkmarsbergschänke“, die im Volksmund „Holzahans“ genannt wurde. Diese wurde im Laufe der Jahre kontinuierlich erweitert, bis die Bewirtschaftung im Jahre 1976 wegen sanitärer Unzulänglichkeiten aufgegeben werden musste.

### Kinderfest (1959)
Am 11. Juli 1959 fand das erste Kinderfest auf dem Volkmarsberg statt. Diese Tradition wurde jedes Jahr bis letztmals am 21. Juli 1979 fortgesetzt. Seitdem findet das Oberkochener Kinderfest im Tal statt.

### Zweite Albvereins-Schutzhütte (1962)
Erst 1960 räumten die Amerikaner den Berg. Nachdem die Deutsche Bundeswehr auf eine militärische Weiterverwendung verzichtet hatte, wurden Turm und Schutzhütte im September 1961 offiziell freigegeben.
Die Albvereins-Schutzhütte war inzwischen in einem desolaten Zustand, sodass sich die Ortsgruppe des Albvereins für Abriss und Neubau entschloss. Nach einer Bauzeit von nur sechs Monaten wurde die neue Schutzhütte, ein Flachdachbau, im Oktober 1962 eingeweiht.

### Skilift (1973)
Der in den 1930er Jahren geschaffene Skiübungshang beim „Holzahans“ galt damals als eines der schneesichersten Gebiete in der Region. Daher errichtete die Skiabteilung des damaligen Turnvereins Oberkochen (TVO), seit 1986 Turn- und Sportverein Oberkochen e. V. 1903 (TSVO), dort in Eigenleistung einen Skilift. Dieser Schlepplift hatte eine Kapazität von sechshundert Skiläufern pro Stunde. Die Einweihung erfolgte nach anderthalb Jahren Vorarbeiten am 31. Oktober 1973.

### Dritte Albvereins-Schutzhütte (1974)

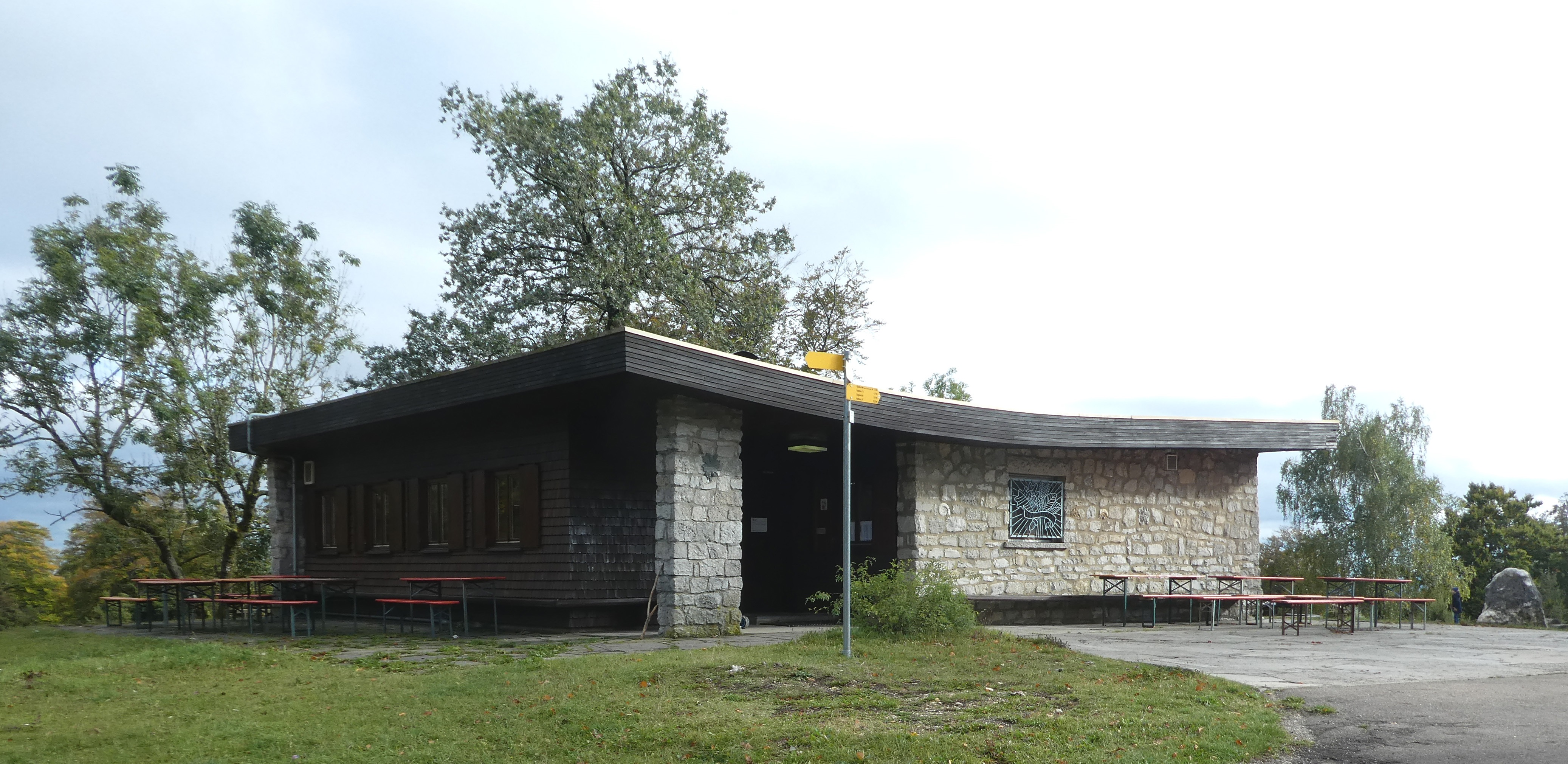
Schutzhütte des Schwäbischen Albvereins auf 743 m ü. NHN

Wenige Monate nach einer im Oktober 1973 fertiggestellten Vergrößerung der Küche und dem Anbau eines Freisitzes brannte die Albvereinshütte am 9. Februar 1974 infolge eines technischen Defekts am Getränkekühlschrank vollständig nieder.
Bereits am 29. November 1974 stellte der Schwäbische Albverein seine heutige Schutzhütte fertig. Am Himmelfahrtstag 1975 wurde sie im Rahmen einer Sternwanderung offiziell eingeweiht.
1980 wurde der Volkmarsbergturm zu seinem fünfzigsten Geburtstag für rund 80.000 Deutsche Mark renoviert. Er erhielt neue Fenster und ein Kupferdach, die Turmstube wurde als Raum für die Jugendgruppe umgestaltet.
Bundespräsident Karl Carstens besuchte im Rahmen seiner Wandertour durch ganz Deutschland am 25. April 1981 den Volkmarsberg.

### TSVO-Skihütte (1982)

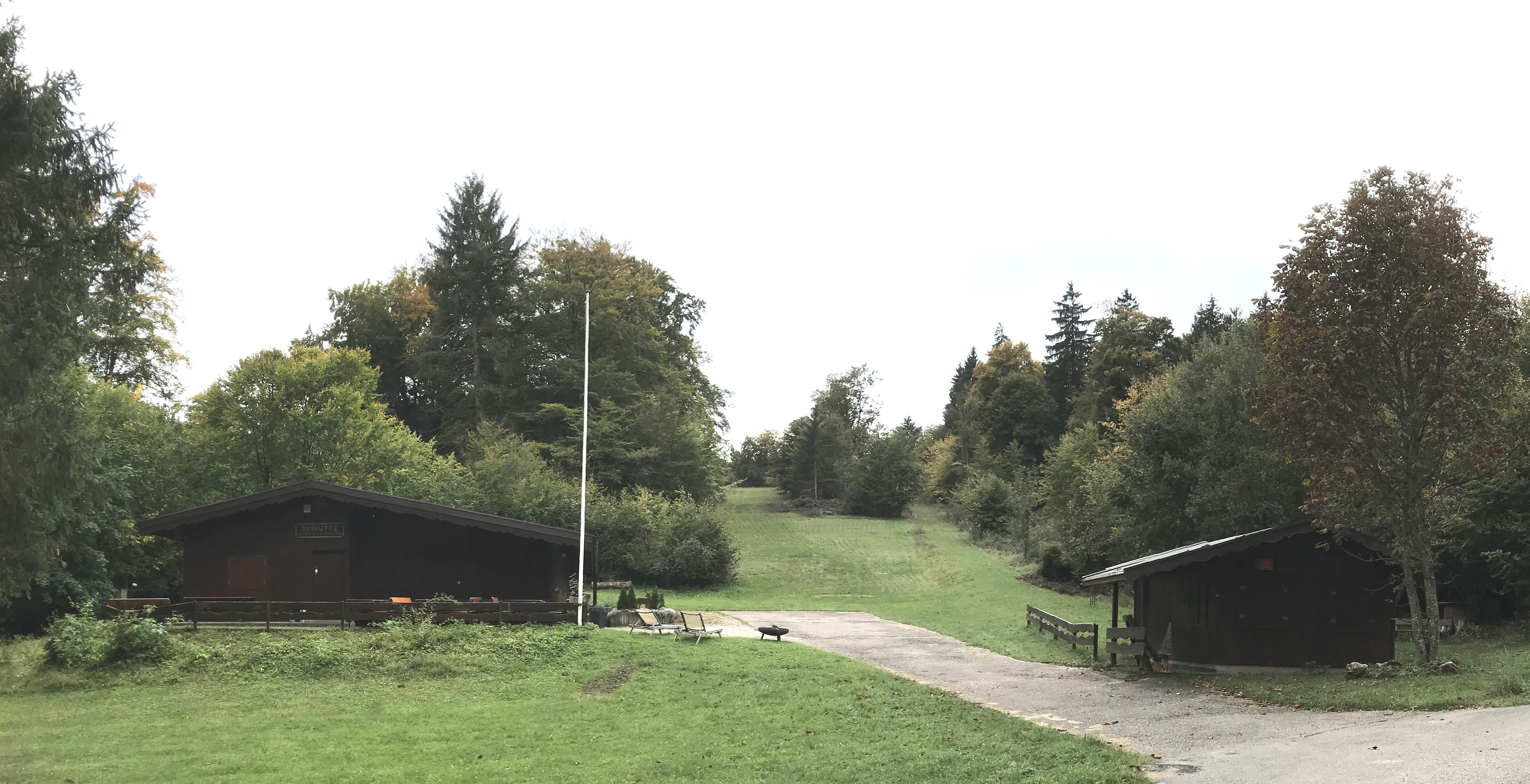
Skihütte des TSV Oberkochen (links) mit Skiübungshang und Liftstüble auf 650 m ü. NHN

Nachdem die Bewirtschaftung des „Holzahans“ im Jahre 1976 wegen sanitärer Unzulänglichkeiten aufgegeben worden war, hatte die Skiabteilung des damaligen Turnvereins Oberkochen (TVO), seit 1986 Turn- und Sportverein Oberkochen e. V. 1903 (TSVO), die Hütte übernommen und in einen den gesetzlichen Anforderungen entsprechenden Zustand gebracht.
1982 riss der Verein die ehemalige Holzahans-Hütte ab und errichtete die heutige TSVO-Skihütte.

### Mutterbuche (2018)

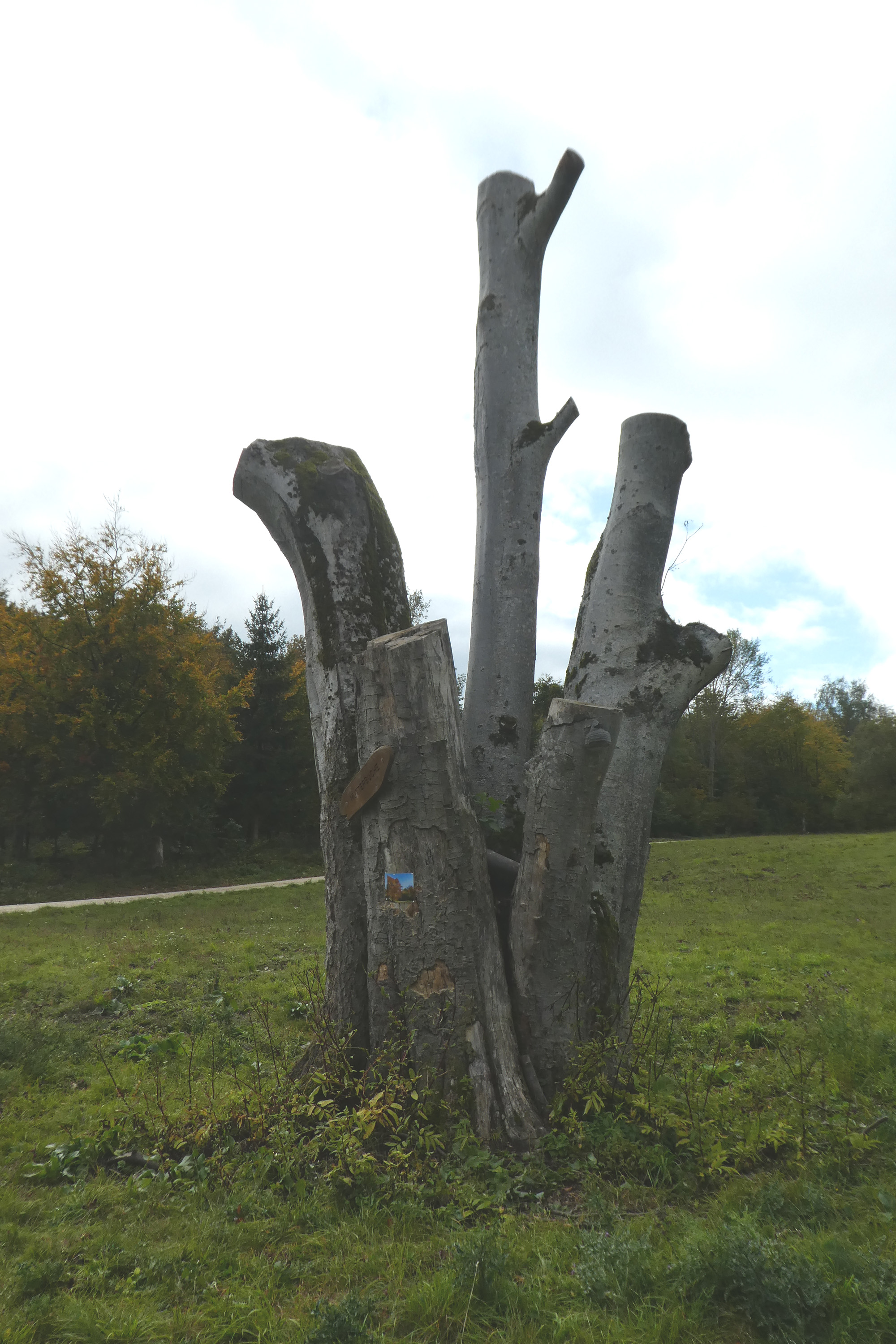
Baumstumpf der Mutterbuche auf 690 m ü. NHN

Die Mutterbuche ist ein markanter Punkt auf 690 m ü. NHN am Fuße des Heidegebiets, der in den meisten Wanderkarten eingezeichnet ist. Sie steht dort seit Anfang des 20. Jahrhunderts. Die riesige Rotbuche wurde nach hundert Jahren von Pilz befallen und musste jahrelang mit einem Stahlseil gesichert werden. Da sie weiter an Standfestigkeit verlor und eine Gefahr für die Besucher des Volkmarsberg wurde, musste sie im November 2018 in Abstimmung mit der Naturschutzbehörde gefällt werden. Der übriggelassene Baumstumpf ist totes Holz, auf dem sich der Zunderschwamm angesiedelt hat.
Die Mutterbuche soll nicht ersetzt werden, da es in der näheren Umgebung ähnliche Bäume gibt, von denen einer sich im Laufe der Zeit zur „Mutterbuche zwei“ entwickeln wird.

### Erlau-Bank (2020)

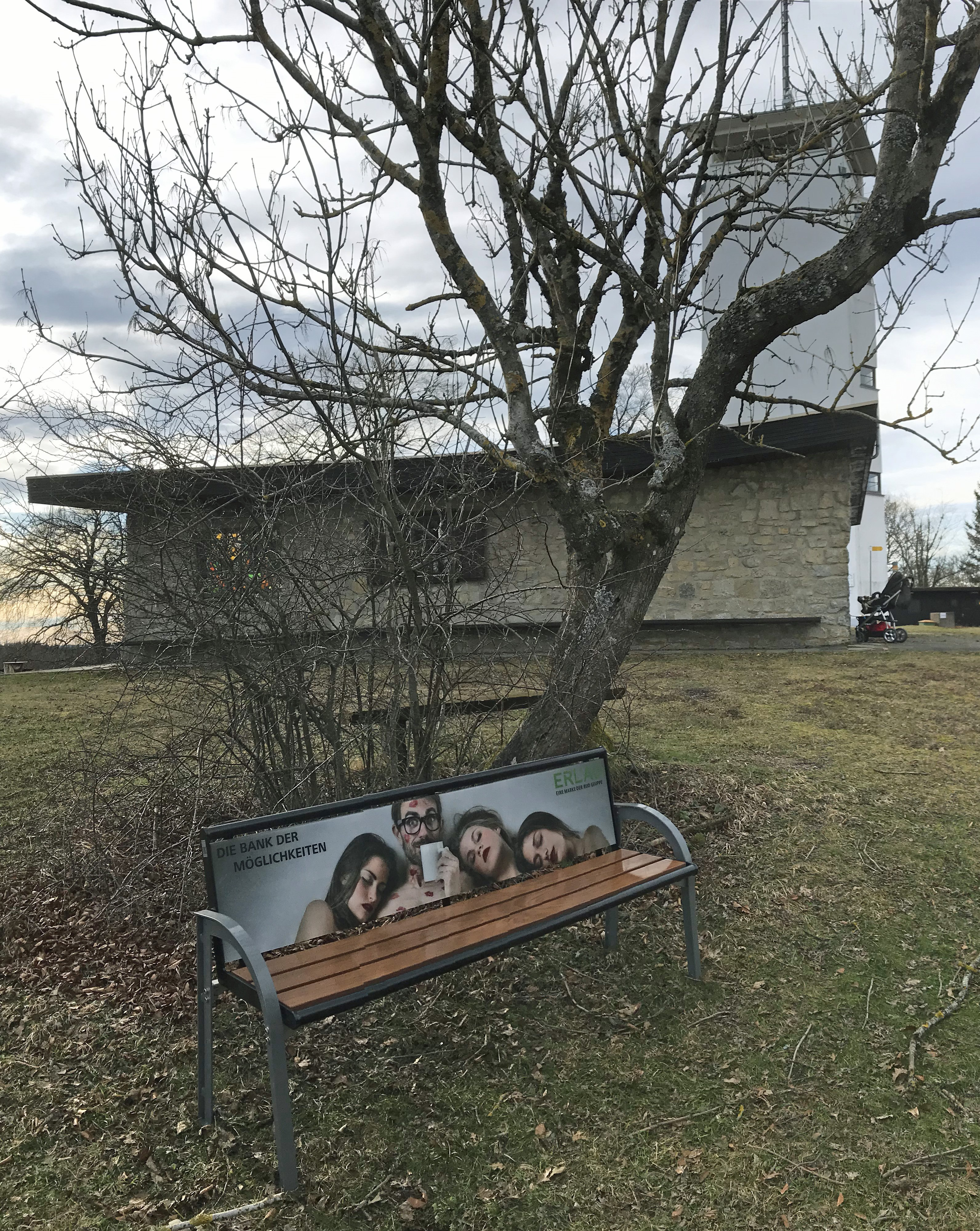
Erlau-Bank am vorübergehenden Standort hinter der Albvereins-Schutzhütte.

Eine Erlau-Bank am Fuß des Volkmarsbergturms, die von der Firma RUD Ketten Rieger & Dietz gestiftet worden war, erregte im Januar 2020 Ärgernis. Die einen kritisierten die Bank, weil darauf eine sexistische Darstellung zu sehen sei, andere wiederum kritisierten die Kritik an der Bank. Nach Worten eines Firmensprechers handelt es sich um „ein bereits häufiger verwendetes, bewährtes und lustiges Motiv“, über dessen „offensichtliche Mehrdeutigkeit die Mehrdimensionalität des Produkts“ dokumentiert werden solle. Mitte Februar 2020 wurde die Bank vom Hüttenwart an einen weniger exponierten Platz hinter der Albvereins-Schutzhütte versetzt. Inzwischen steht sie wieder am Fuß des Volkmarsbergturms, allerdings wurde das Foto des Anstoßes durch eine braune Rückenlehne ersetzt.

### Waldweide (2025)

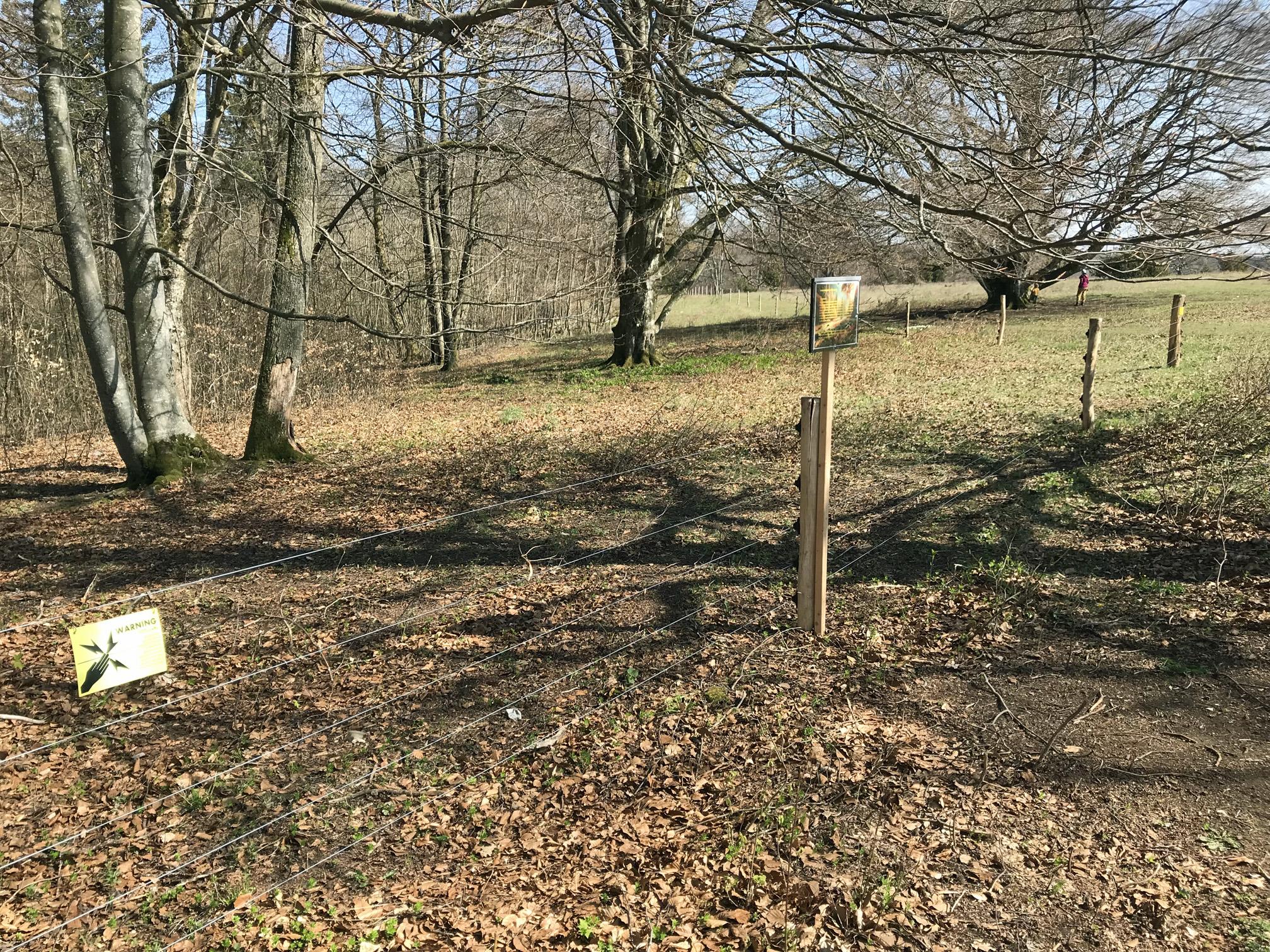
Elektrozaun der Waldweide

Im Frühjahr 2025 wurde auf dem Gipfel im nordöstlich angrenzenden Wald eine Fläche von 110.000 m² mit einem unter Strom stehenden Zaun begrenzt, um einen Hutewald zu schaffen. Der Ansiedlung von zwanzig Tauernscheckenziegen, die von drei Schafen geleitet werden, sollen im Herbst 2026 schottische Galloway-Rinder folgen, die ebenfalls das gesamte Jahr über im Freien gehalten werden können. Bei den Ziegen handelt es sich um kastrierte Böcke. Im Gegensatz zu Schafen, die nur aus dem Stand fressen, erreichen Ziegen auf den Hinterbeinen stehend Äste und Triebe bis auf 1,5 Meter Höhe. Indem die Tiere die Früchte der Laubbäume, das Gras und im Frühjahr die jungen Knospen und Triebe fressen, halten sie den Wald licht. Da der Boden wieder besonnt wird, können selten gewordene und bedrohte Vögel und Insekten zurückkehren, beispielsweise der Russische Bär, die Heidelerche oder der Baumpieper. Die zur Biodiversität beitragende Waldweide soll weitgehend frei von menschlichen Eingriffen bleiben und einen Beitrag zum Naturschutz leisten.

## Nutzung
Auf dem Gipfelplateau befindet sich eine bewirtschaftete Hütte des Schwäbischen Albvereins sowie der 23 m hohe Volkmarsbergturm, der ebenfalls dem Albverein gehört. Vom Turm aus hat man eine weite Sicht über die gesamte Ostalb. Bei Inversionswetterlagen reicht die Sicht in seltenen Fällen bis zur 180 Kilometer entfernten Zugspitze.
Der Volkmarsbergturm beherbergt heute das Amateurfunkrelais mit dem Rufzeichen DB0AA.
Etwas unterhalb befindet sich links der Straße zum Volkmarsberg ein Skilift sowie eine Skihütte des TSV Oberkochen e. V. 1903.

## Schutzgebiete

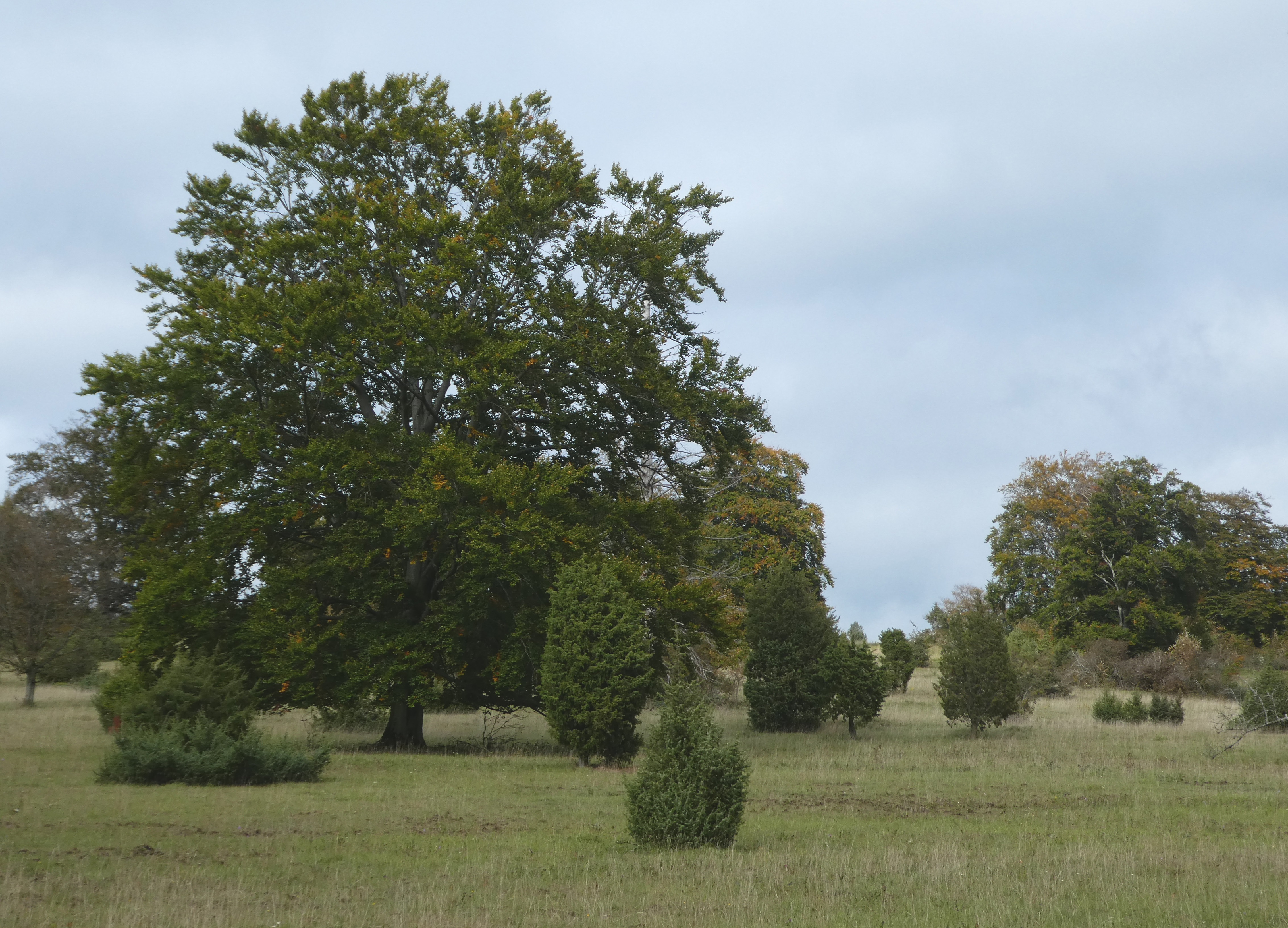
Parkähnliche Heidelandschaft

Die Wacholderheide auf der Bergkuppe wurde 1928 nach württembergischem Recht unter Naturschutz gestellt. 1938 wurde die gesamte rund 70 Hektar große Bergkuppe als Naturschutzgebiet nach den Bestimmungen des Reichsnaturschutzgesetzes von 1935 ausgewiesen. Der Schutzzweck ist die Erhaltung der Wacholderheide als Schafweide in Verbindung mit einem abwechslungsreichen Baumbestand. Etwa die Hälfte des Naturschutzgebietes ist heute eine Mischung aus Parkwald und Wacholderheide, die auf Grund drohender Verbuschung einer ständigen Pflege bedarf.
Das Naturschutzgebiet (NSG) Volkmarsberg mit einer Fläche von 68,1 Hektar ist sowohl Teil des 4703 Hektar großen FFH-Gebiets Nr. 7226311 Heiden und Wälder zwischen Aalen und Heidenheim als auch des Vogelschutzgebiets Nr. 7226441 Albuch, das eine Größe von 8645 Hektar hat.
Auf der Bergkuppe befinden sich zahlreiche mit Gräsern und Kräutern überwachsene Nesthügel der Gelben Wiesenameise.

## Bildergalerie

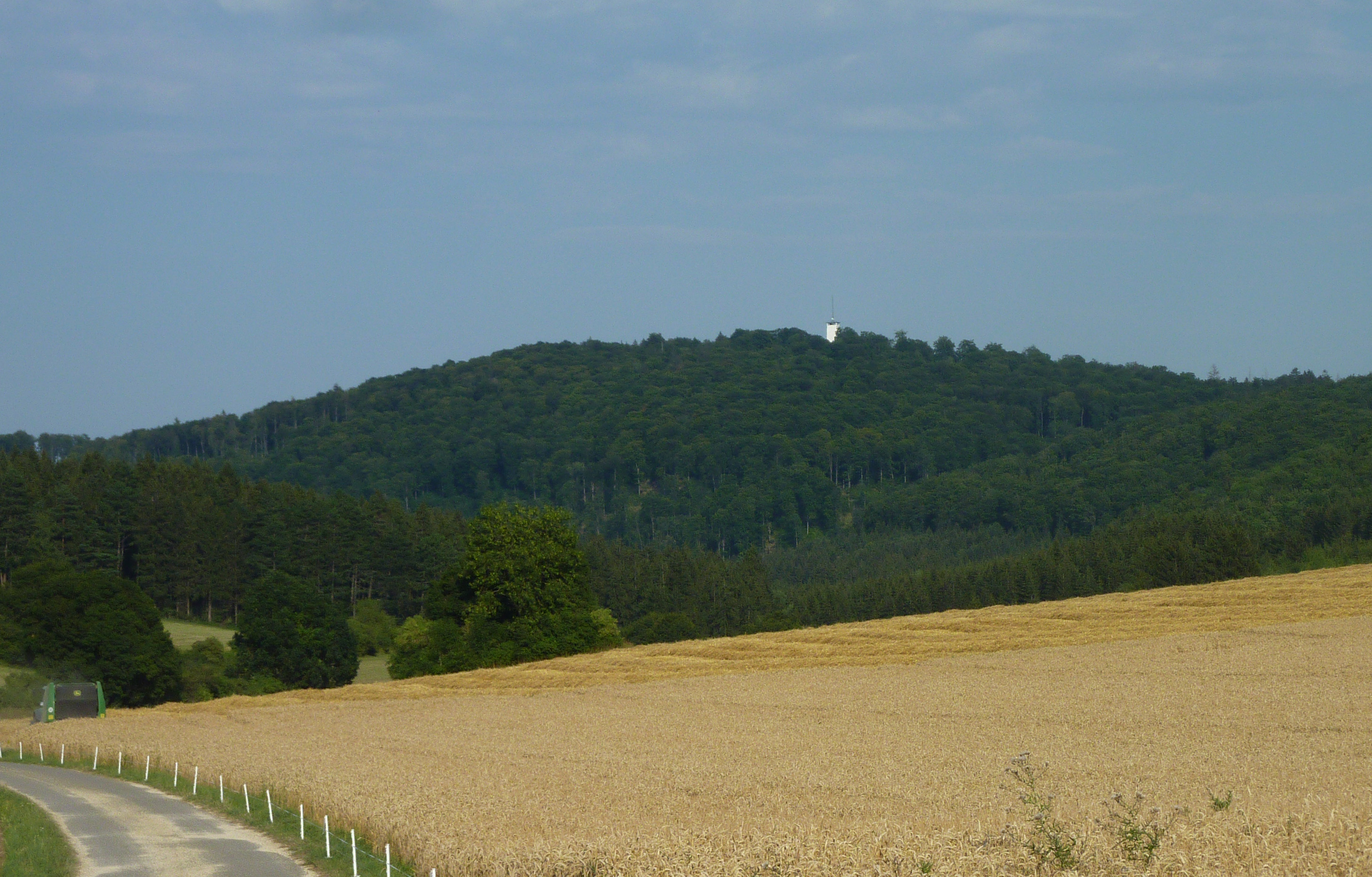
Volkmarsberg aus westlicher Sicht
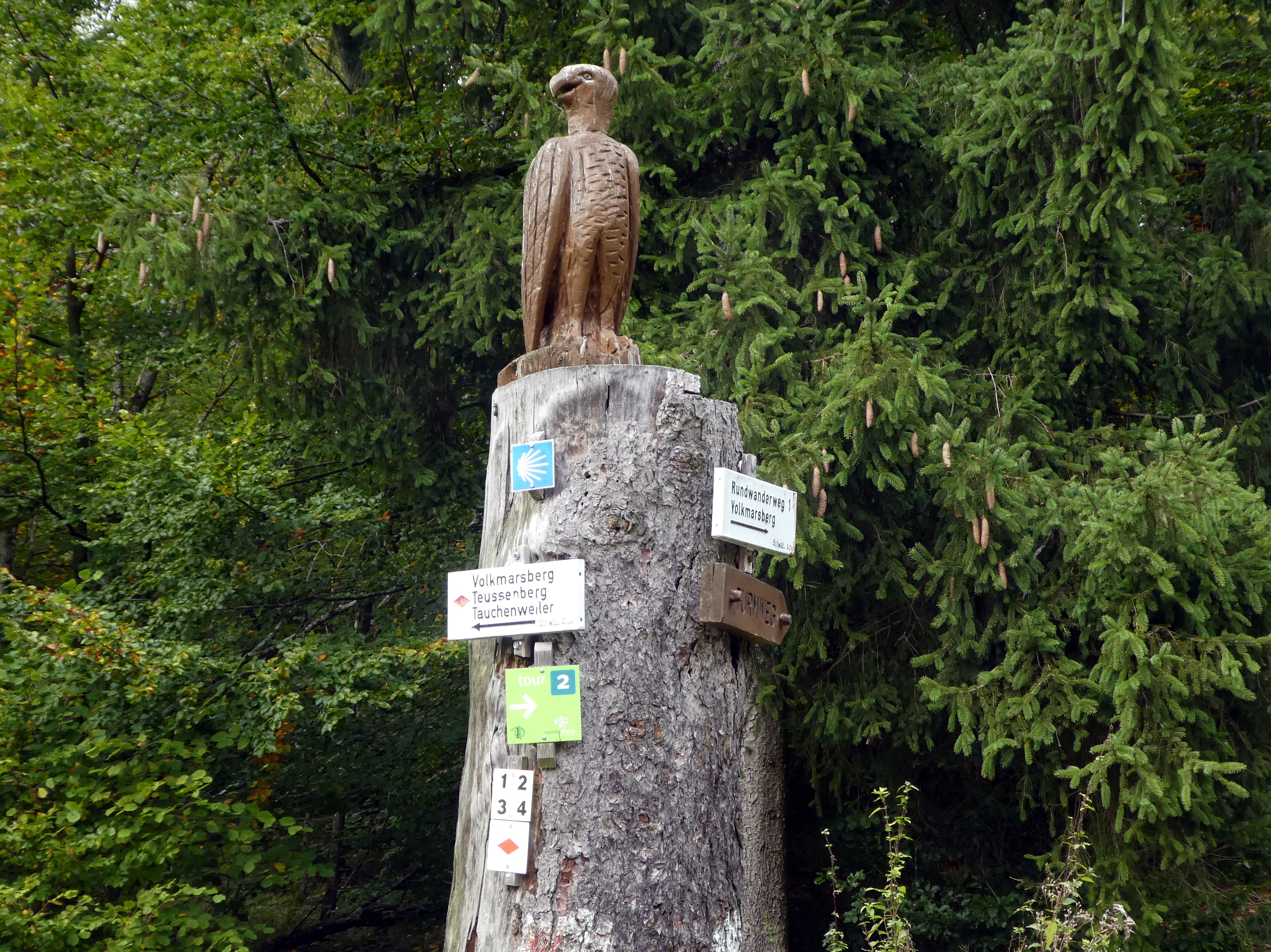
Wegweiser bei der Skihütte. Auch der mit einem blauen Jakobsmuschelschild gekennzeichnete Jakobsweg führt über den Volkmarsberg.
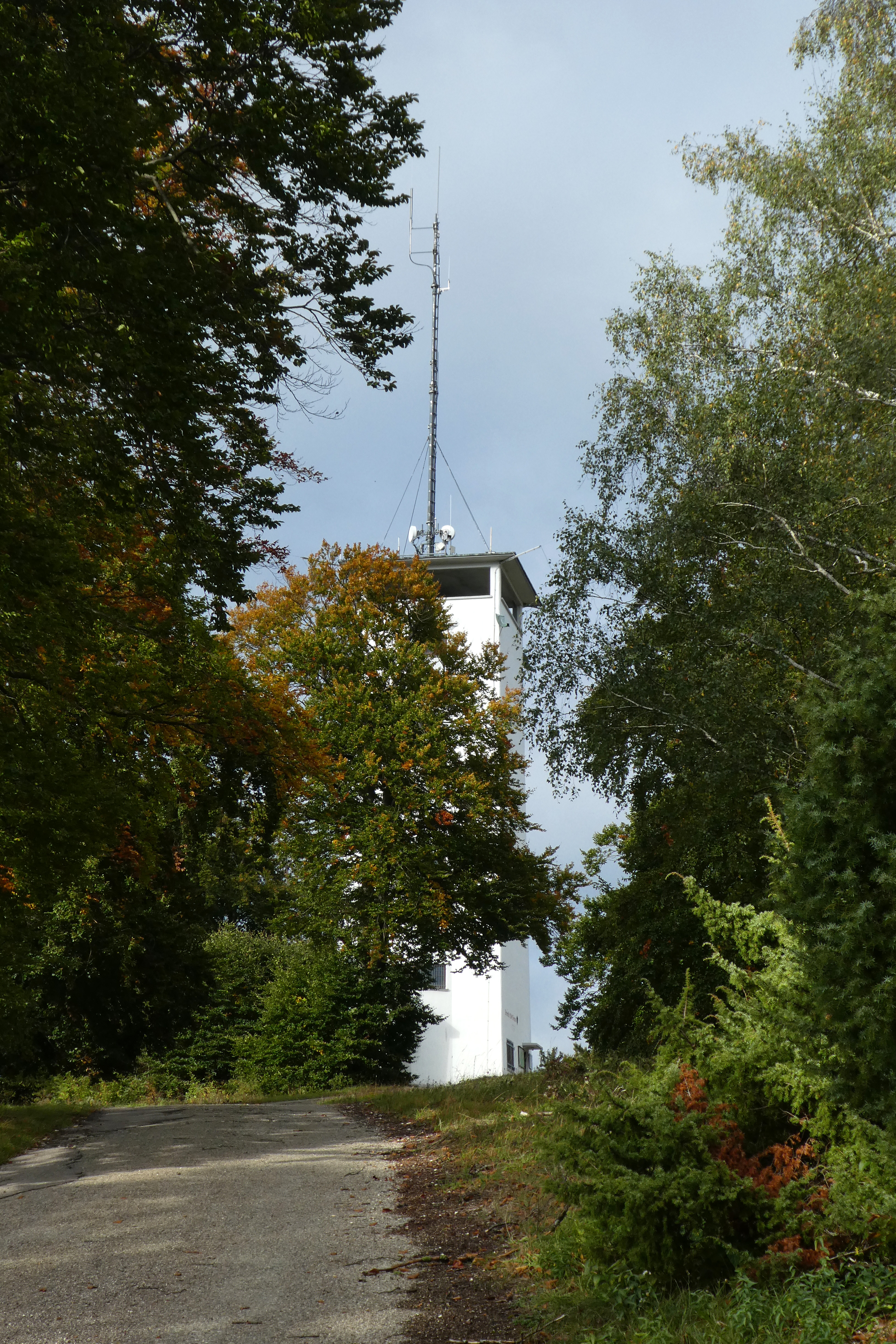
Der Turm wird erst auf den letzten Metern des auf die Bergkuppe führenden Wanderwegs sichtbar
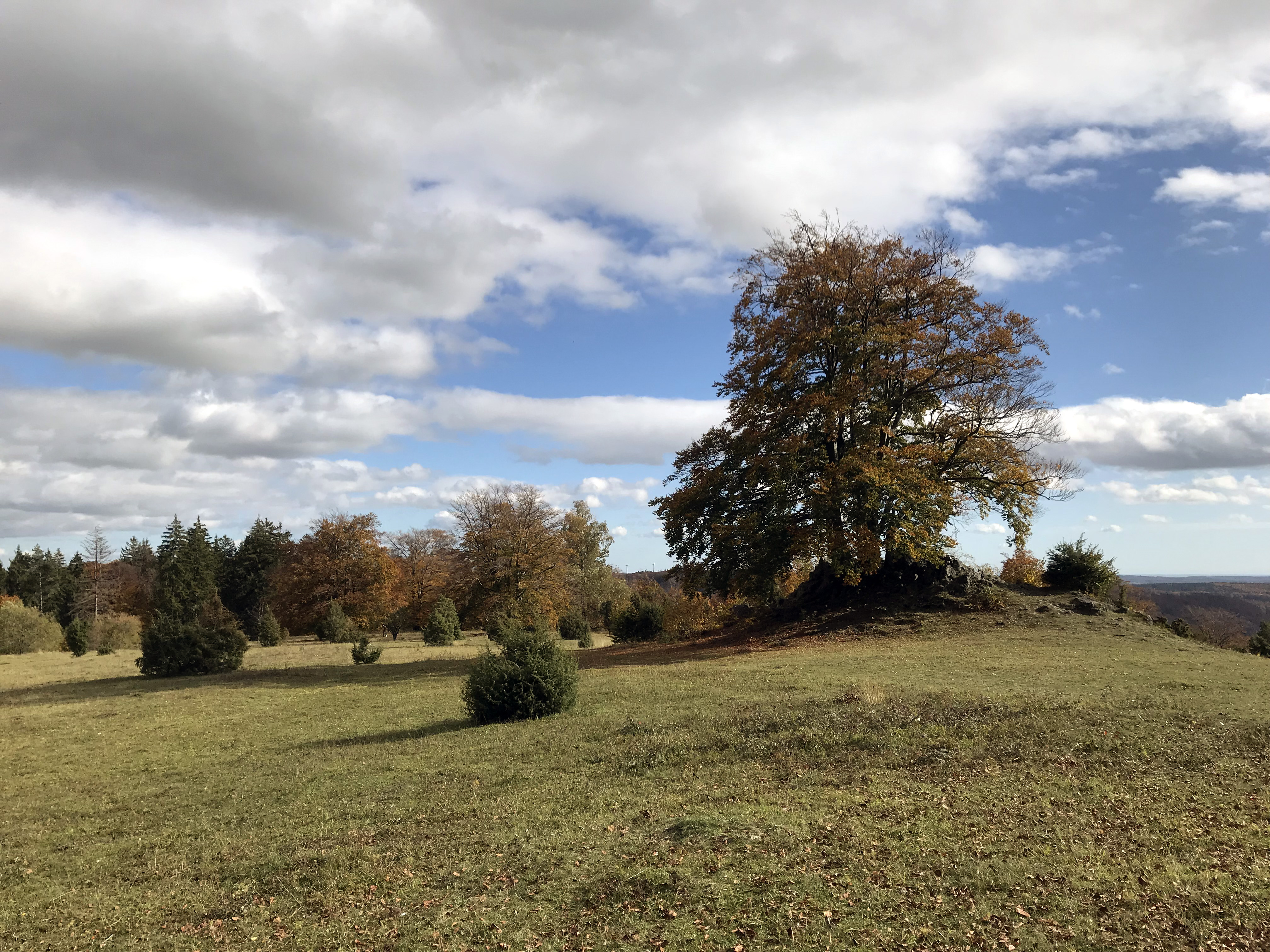
Herbstliche Heidelandschaft auf der Bergkuppe
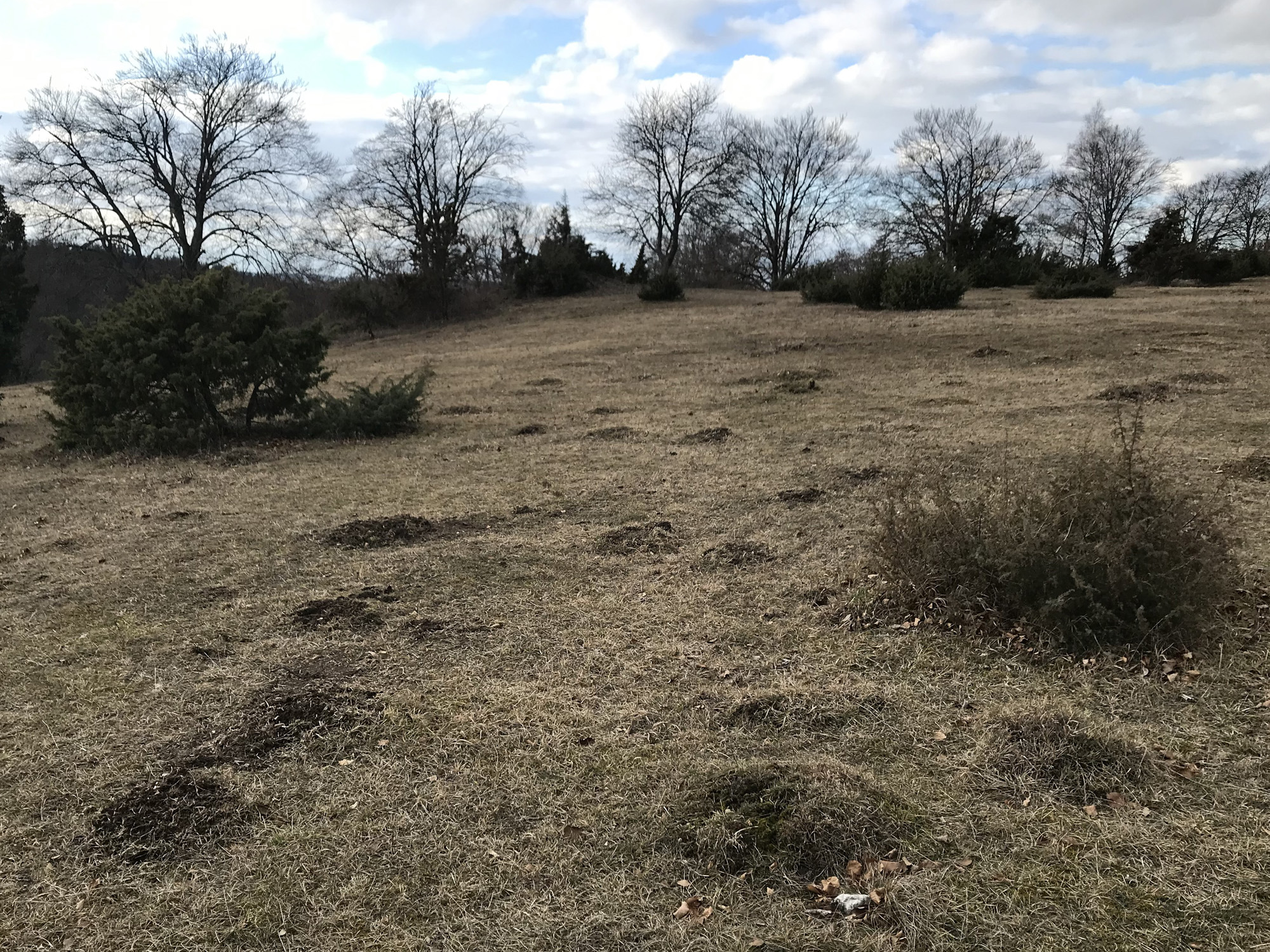
Nesthügel der Gelben Wiesenameise auf der Bergkuppe
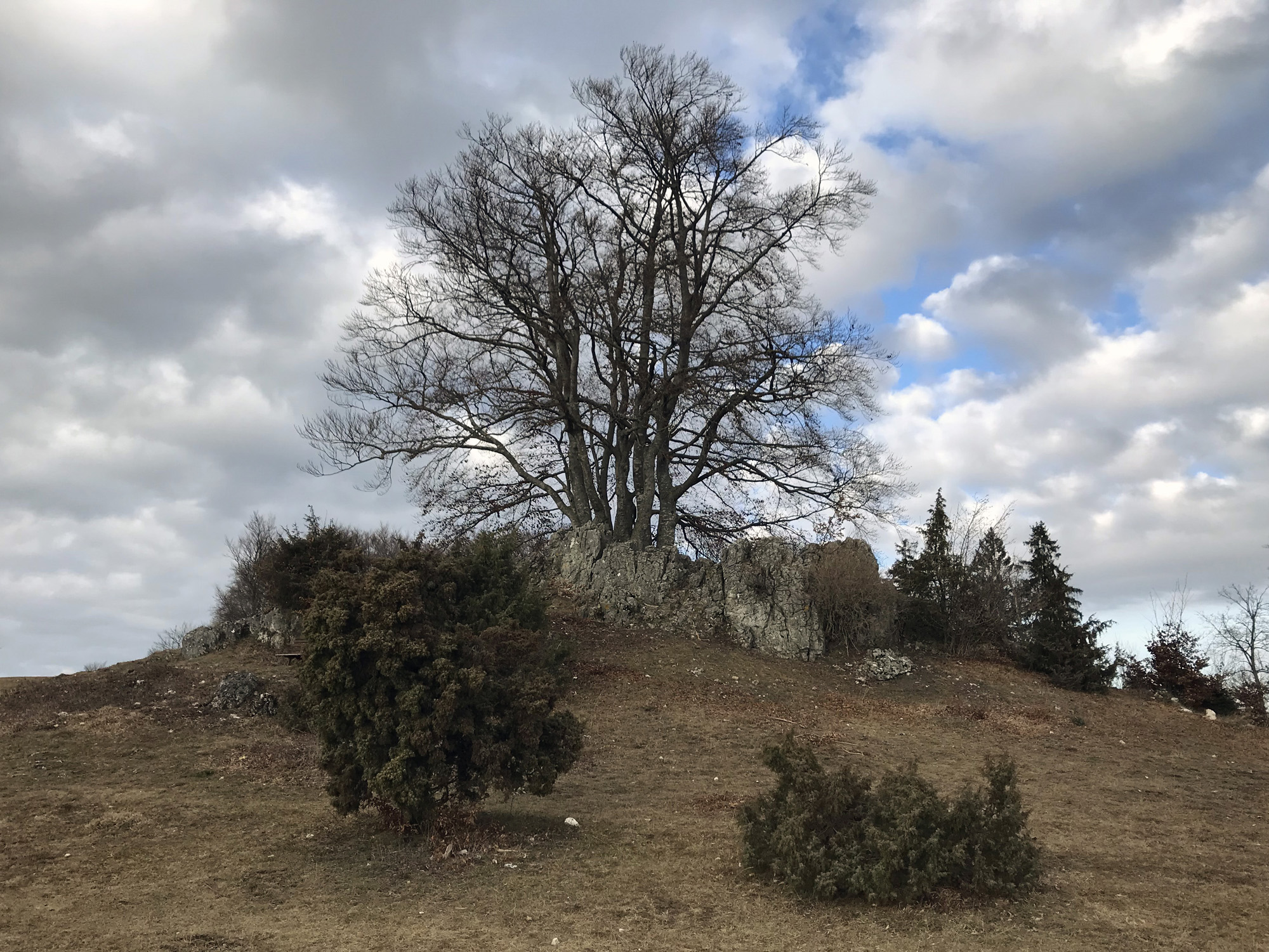
Bewachsene Felsgruppe auf der Bergkuppe
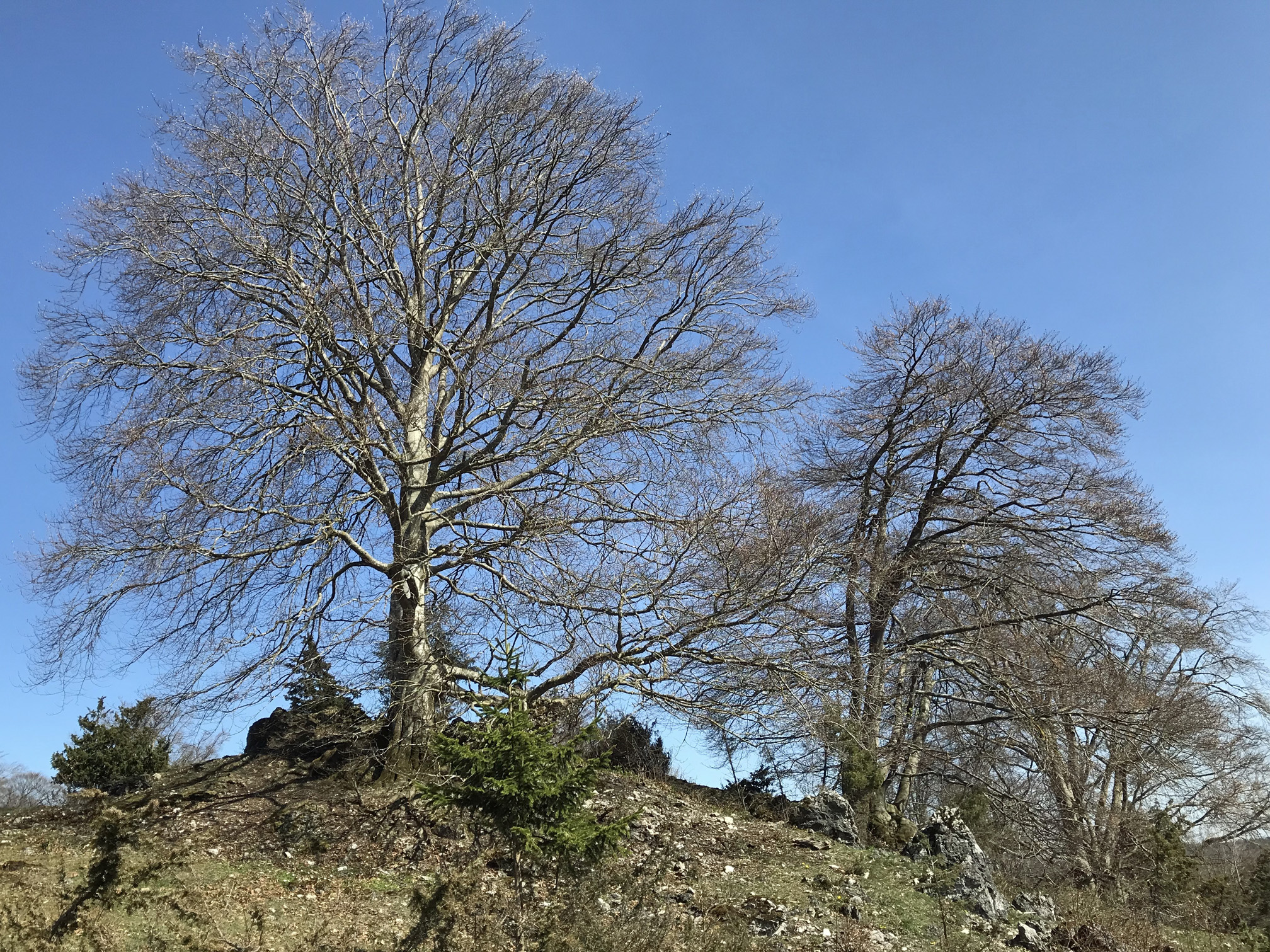
Buchenensemble
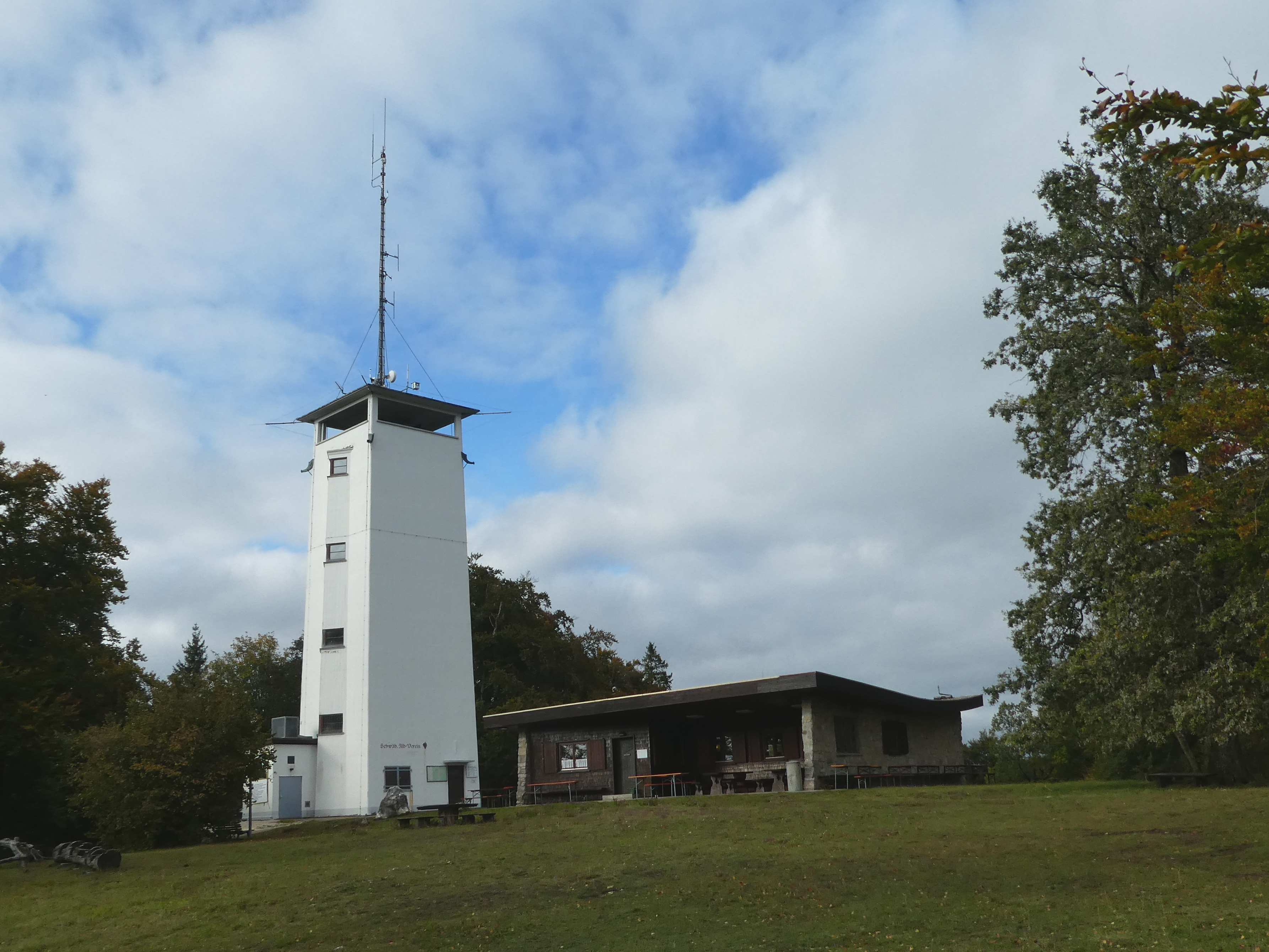
Volkmarsbergturm und Schutzhütte des Schwäbischen Albvereins
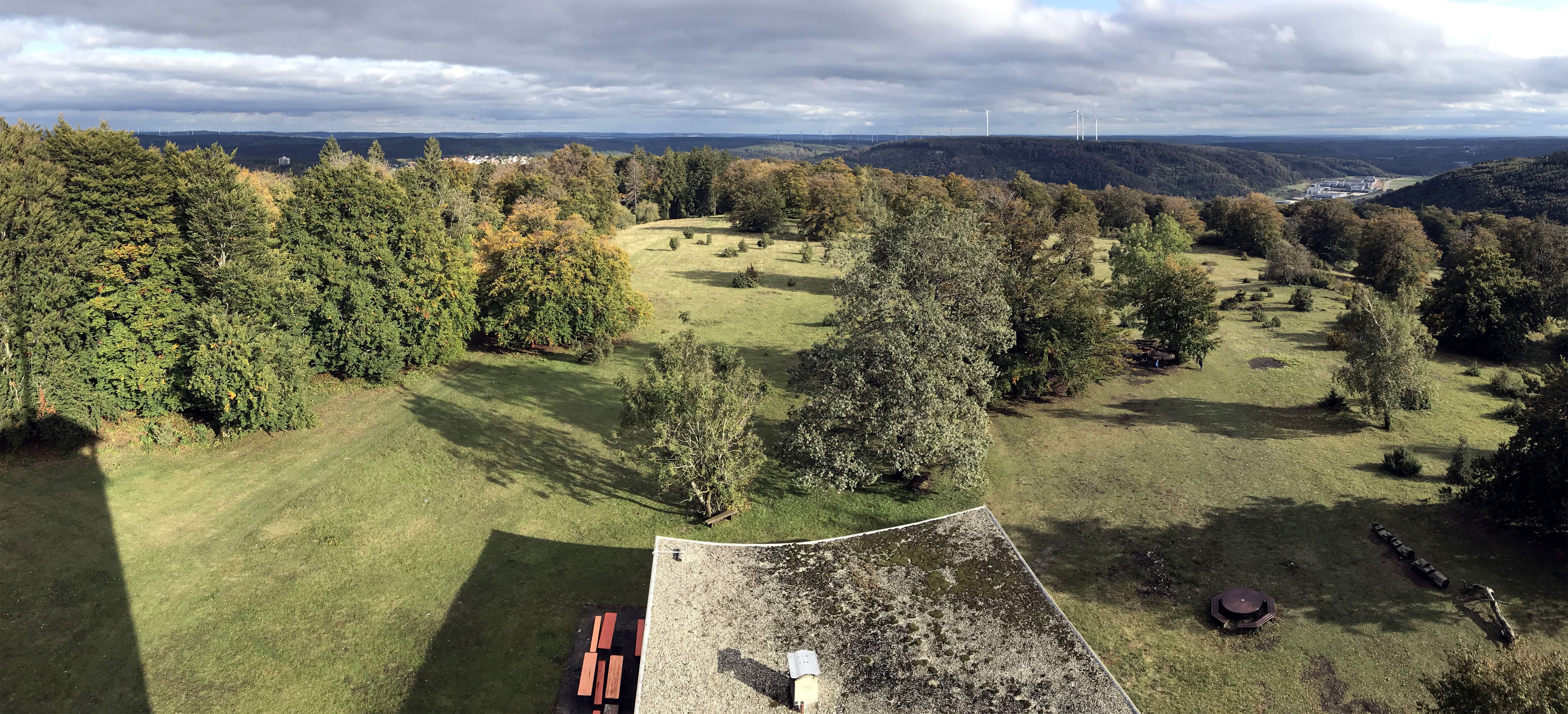
Blick vom Volkmarsbergturm nach Osten. Links der Oberkochener Stadtteil Heide mit Hochhaus, rechts der Rodstein und das Industriegebiet Oberkochen Süd.
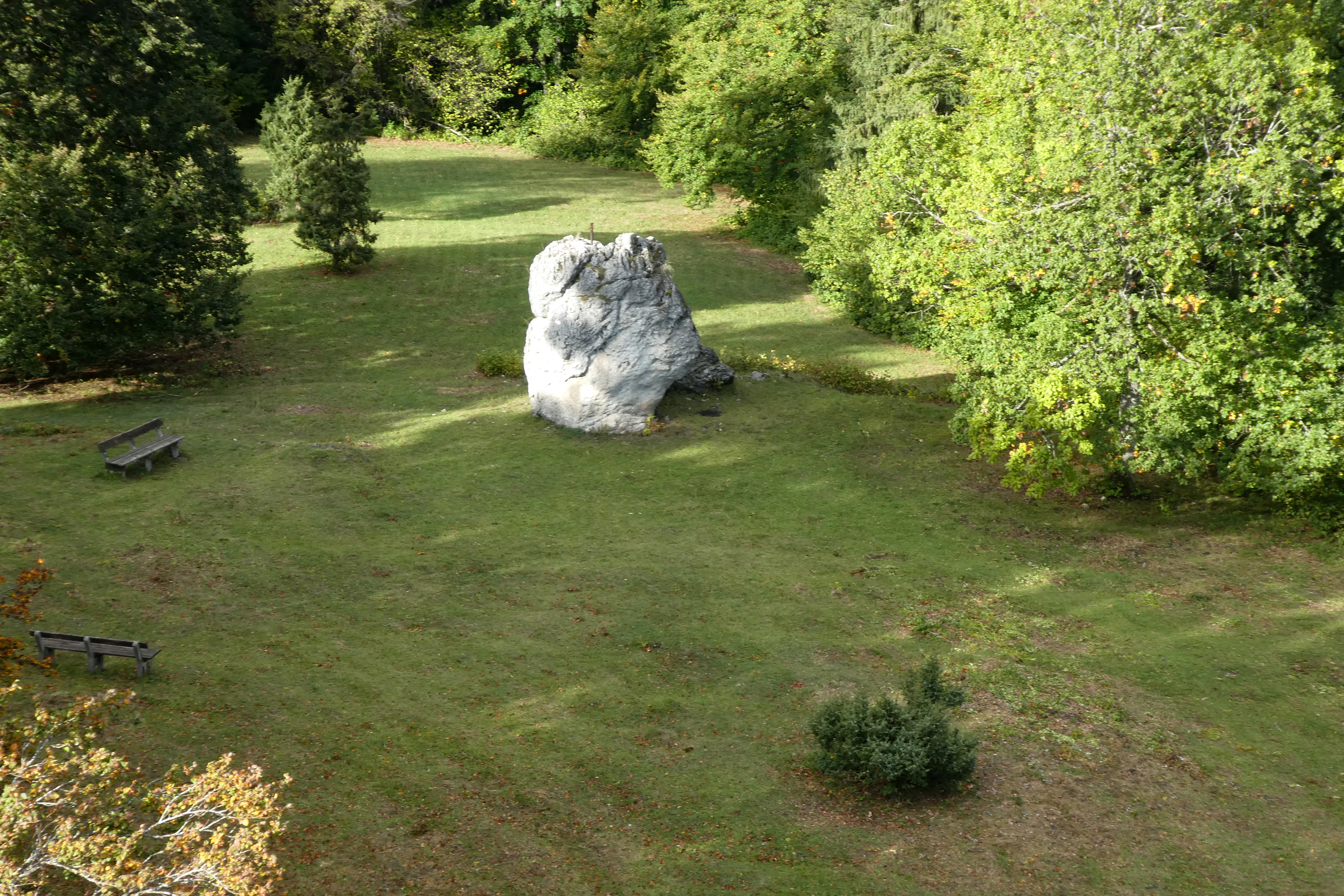
Markanter Massenkalkfels nördlich vom Volkmarsbergturm, früher „Hexenfels“ genannt
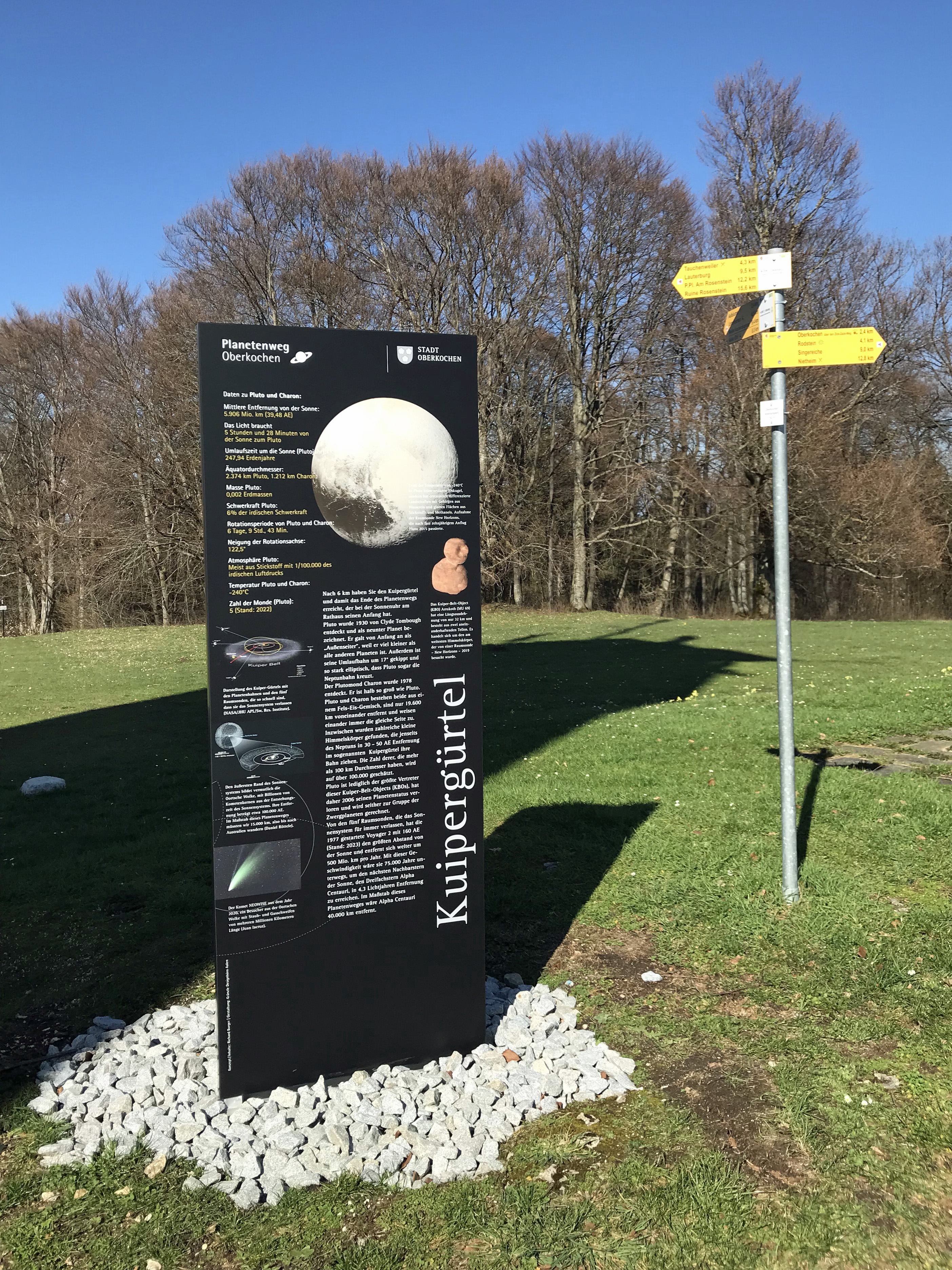
Station 12 des 2023 angelegten Planetenwegs Oberkochen, der unter dem Volkmarsbergturm endet.
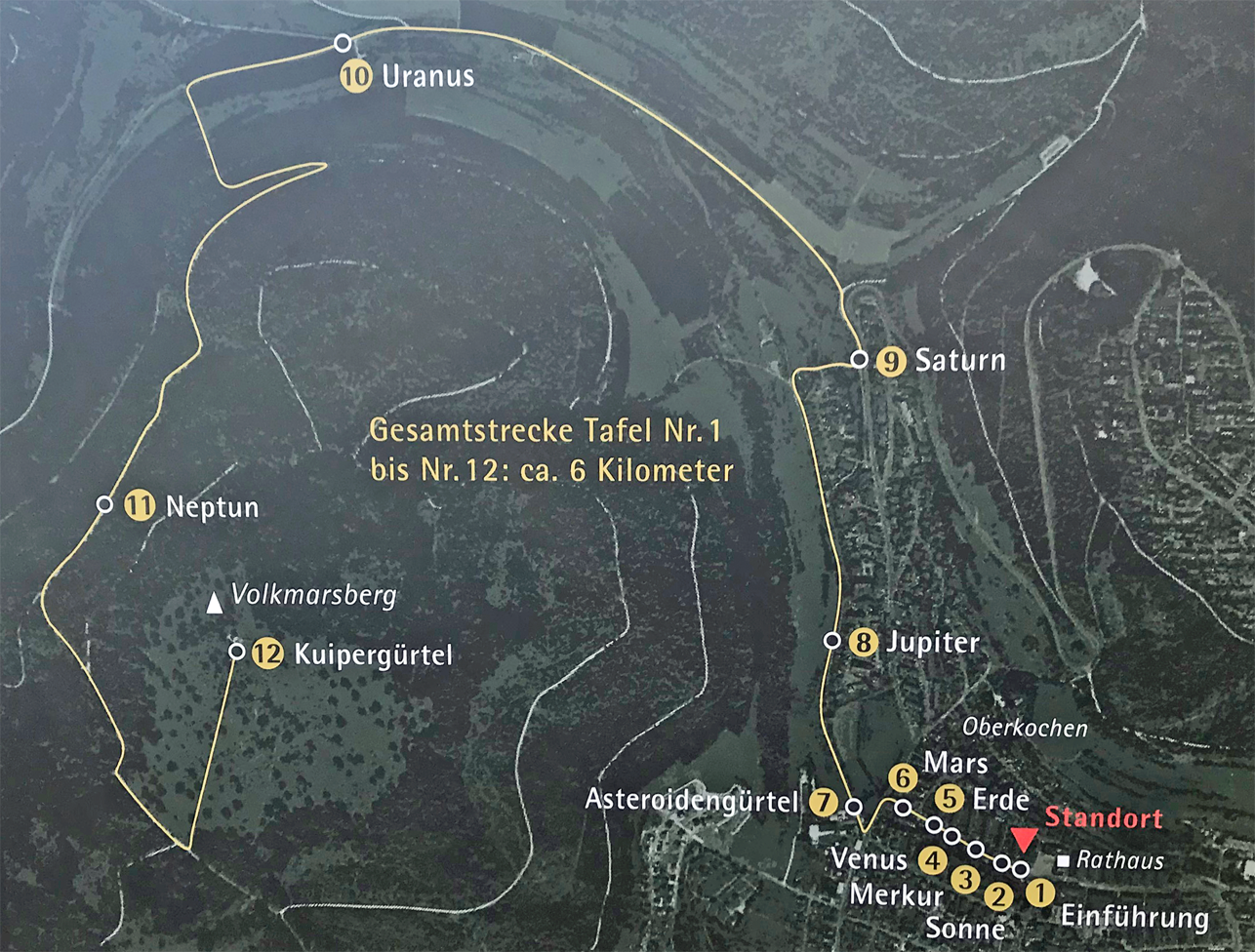
Streckenbeschreibung des Planetenwegs Oberkochen